# Gynacantha alcathoe
Gynacantha alcathoe är en trollsländeart som beskrevs av Maurits Anne Lieftinck 1961. Gynacantha alcathoe ingår i släktet Gynacantha och familjen mosaiktrollsländor. Inga underarter finns listade i Catalogue of Life.